# Yoon Bo-mi
Yoon Bo-mi (en hangul, 윤보미; Suwon, Gyeonggi, 13 de agosto de 1993), más conocida como Bomi (en hangul, 보미), es una actriz, cantante, bailarina, compositora y modelo surcoreana. Es miembro del grupo femenino A Pink.

## Primeros años
Yoon nació en Suwon, Gyeonggi, Corea del Sur el 13 de agosto de 1993. Tiene una hermana mayor, Yoon Sun Mi, y un hermano menor, Yoon Jong Jin. Fue entrenada en Taekwondo a la edad de cinco años y es titular de un cinturón negro de tercer grado. Asistió a Youngshin Girls High School y a Korea Arts High School; donde se graduó en febrero de 2012. Decidió aplazar la universidad para concentrarse en la música.

## Carrera

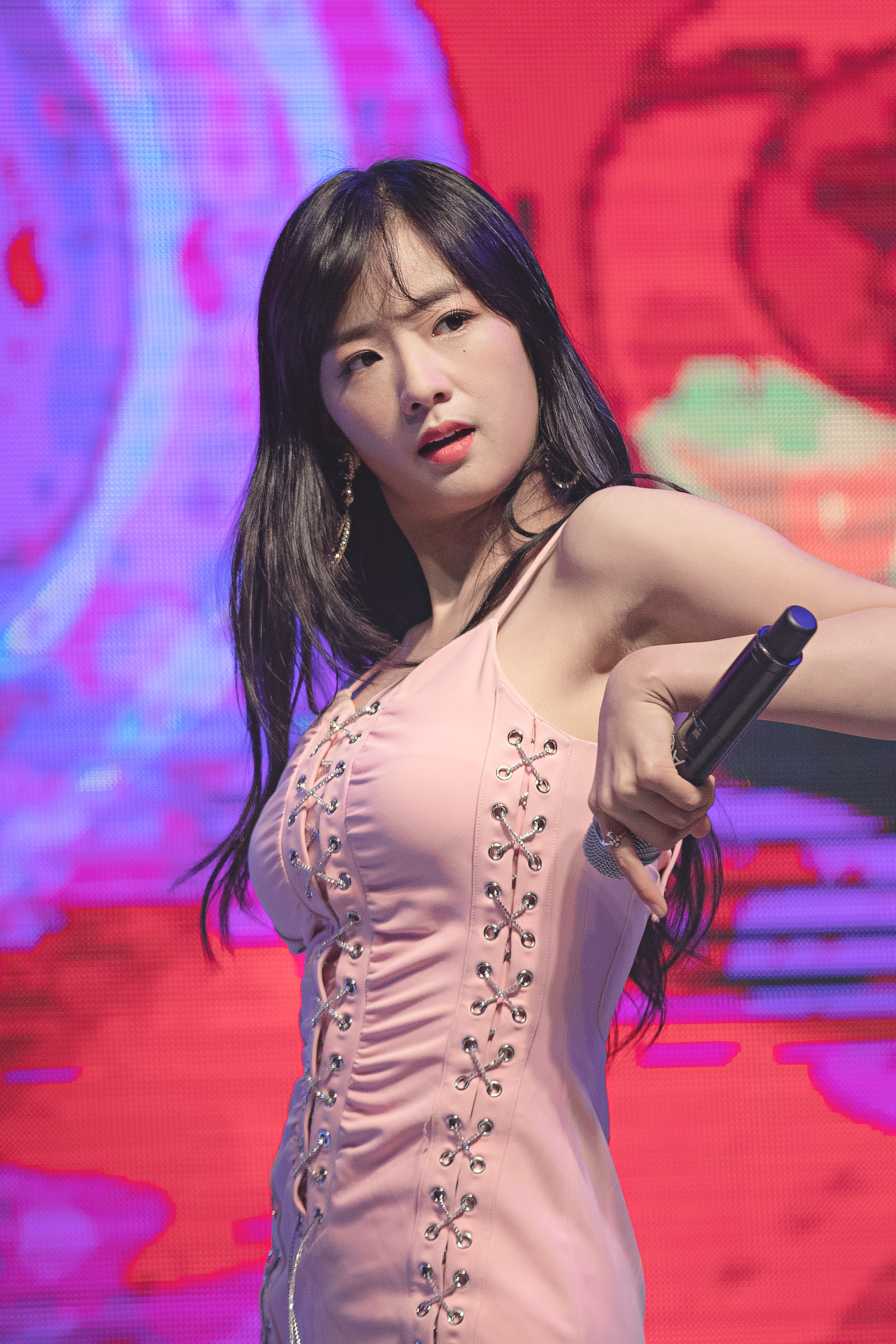
Yoon Bo-mi en el festival de la Universidad de Konyang University (9 de mayo de 2019)

Es miembro de la agencia Play M Entertainment.

### A Pink
Bomi junto con sus compañeras fueron formalmente presentadas como miembros a través del reality show del grupo, Apink News. Bomi debutó con Apink en M! Countdown de Mnet interpretando sus canciones «I Do not Know (몰라요; Mollayo)», y «Wishlist» que fueron incluidos en su EP debut Seven Springs of Apink.

### 2012─presente: Carrera de actuaciones y programas de variedades
En 2012, Yoon, junto con su compañera Chorong obtuvieron un papel de cameo en Reply 1997, donde retrató la versión adolescente de Moon Jeong Mi, la difunta madre de Yoon Yoon Jae.
En septiembre de 2015, fue emitida en el drama web de diez episodios de Love Profiler K de KBS como Yuna. El drama se emitió en Naver.
Yoon ha sido MC en el espectáculo de variedades Weekly Idol desde el 17 de julio de 2013 al 8 de julio de 2015. También estuvo en el reparto del espectáculo de variedades The Human Condition en 2014 y ha aparecido en Real Men de MBC en un especial femenino a principios de 2015. Yoon, junto con su compañera Namjoo, apareció el 20 de octubre en Two Yoo Project Sugar Man como Apink BnN. En el último episodio de Weekly Idol en 2015, se convierte en la cuarta invitada como MC después del hiato del MC Jeong Hyeong Don.
En enero de 2016, Yoon y Namjoo se convirtieron en las nuevas MC de Shikshin Road 2.
Ha aparecido en el programa We Got Married junto al actor y modelo Choi Tae-joon, quien es su esposo en el programa.
El 13 de julio de 2020 se unió al elenco principal de la serie web Oppa Will Date Instead (también conocida como "Phantom the Secret Agent") donde dio vida a Oh Min-joo, cuya alma de su hermano muerto la posee para ayudarla a conquistar a su mejor amigo Kang-chan (Lee Se-jin) de quien ha estado enamorada por mucho tiempo.
En noviembre del mismo año se unió al elenco de a serie Please Don’t Meet Him donde interpreta a Moon Ye-seul, hasta ahora.

## Otros trabajos
A finales de 2013, apareció en el video musical «Marry Me» de K-Hunter y apareció en la canción «Let's Talk About You» del grupo de hip-hop M.I.B. En el año 2015 fue presentada en la primera canción de David Oh, «I Know, I Know», lanzado el 11 de mayo, y el 16 de junio, lanzó un dueto con Im Seulong titulado «Lovely» para el espectáculo de variedades Some Guys, Some Girls. Más tarde fue presentada en el sencillo digital «Let's Eat Together» de Yoon Hyun Sang, publicado el 24 de septiembre de 2015 junto con el vídeo musical.

## Discografía

### Apink BnN
| Título       | Año  | Mejores posiciones | Mejores posiciones | Ventas (Descargas) | Álbum    |
| Título       | Año  | KOR Gaon           | KOR Hot 100        | Ventas (Descargas) | Álbum    |
| ------------ | ---- | ------------------ | ------------------ | ------------------ | -------- |
| «My Darling» | 2014 | 22                 | 17                 | - COR: 100 271+    | Pink Luv |

## Filmografía

### Series de televisión
| Año  | Título                        | Papel         | Cadena            | Notas        | Ref.                 |
| ---- | ----------------------------- | ------------- | ----------------- | ------------ | -------------------- |
| 2012 | Reply 1997                    | Moon Jeong Mi | tvN               | Cameo, ep. 9 | [ 6 ]                |
| 2015 | Love Detective Sherlock K     | Yuna          | KBS Naver TV Cast |              | [ 7 ]                |
| 2017 | Because This is My First Life | Ella misma    | tvN               |              |                      |
| 2020 | Oppa Will Date Instead        | Oh Min-joo    | Naver TV Cast     |              | [ 28 ]               |
| 2020 | Please Don't Meet Him         | Moon Ye-seul  | MBC               |              | [ 29 ] [ 30 ] [ 31 ] |
| 2024 | La reina de las lágrimas      | Na Chae-yeon  | tvN               |              | [ 32 ] [ 33 ]        |

### Programas de variedades
| Año       | Título                                   | Cadena      | Nota                                                      |
| --------- | ---------------------------------------- | ----------- | --------------------------------------------------------- |
| 2011      | Apink News                               | TrendE      |                                                           |
| 2011      | Birth Of A Family                        | KBS2        |                                                           |
| 2011      | Apink News 2                             | TrendE      |                                                           |
| 2012      | Apink News 3                             | TrendE      |                                                           |
| 2013-2015 | Weekly Idol                              | MBC Every 1 | [ 8 ] [ 9 ]                                               |
| 2013      | Crisis Escape No. 1                      | KBS         |                                                           |
| 2014      | The Human Condition                      | KBS2        |                                                           |
| 2014      | Running Man                              | SBS         | Junto con Naeun Ep. 202 & 203                             |
| 2014      | Apink's Showtime                         | MBC Every 1 |                                                           |
| 2014      | Hello Counselor                          | KBS         | Junto con Naeun, Namjoo, Hayoung                          |
| 2014      | The King of Food                         | KBS         | ep. 4                                                     |
| 2015      | Real Men                                 | MBC         |                                                           |
| 2015      | Sugar Man                                | JTBC        | Junto con Namjoo (BnN); Ep. 1                             |
| 2015      | Running Man                              | SBS         | Ep. 255                                                   |
| 2016      | Get it Beauty                            | OnStyle     | Ep. 9                                                     |
| 2016      | Battle Trip                              | KBS2        | participó junto a Eunji (ep. 4)                           |
| 2016      | King of Mask Singer                      | MBC         | concursó como "Pretty Rabbit Girl Barney Barney" (ep. 61) |
| 2016      | Cool Kiz on The Block                    | KBS2        | [ 34 ]                                                    |
| 2016      | Weekly Idol                              | MBC Every 1 | MC especial Ep. 243 & 244, 260                            |
| 2016      | Idol Star Athletics Championships        | MBC         |                                                           |
| 2016      | Sugar Man                                | JTBC        | Junto con DinDin; Ep. 33                                  |
| 2016      | My Little Television                     | MBC         | Ep. 67 & 68                                               |
| 2016      | First Pitch King                         | SBS         | Especial Chuseok                                          |
| 2016      | Star Show 360                            | MBC Every 1 | Junto con A Pink                                          |
| 2016-2017 | We Got Married                           | MBC         | Junto con Choi Tae Joon; Ep. 341-363                      |
| 2017      | Yoo Hee Yeol's Sketchbook                | KBS         | Junto con Eunji                                           |
| 2017      | Special Lunar New Year Girl Group Battle | KBS         | Junto con A Pink                                          |
| 2017      | Wednesday Food Talk                      | TVN         | Ep. 110                                                   |
| 2017      | Running Man                              | SBS         | Ep. 344                                                   |
| 2017      | Oh! Cool Guy                             | 1theK       | Ep. 5-6                                                   |
| 2017      | Secret Variety Training Institute        | MBC         | Ep. 1                                                     |
| 2017      | VICTON Born Identity                     | 1theK       | Ep. 1-2                                                   |
| 2017      | Hello Counselor                          | KBS         | Ep. 330                                                   |
| 2017      | MAGUDAN                                  | MBC         | Ep. 1                                                     |
| 2019      | Battle Trip                              | KBS 2TV     | copresentadora (ep. #159-)                                |
| 2020      | Running Man                              | SBS         | ep. #529 (invitada) - junto a Namjoo                      |